# بارك وون-هونج
بارك وون-هونج (هانغل: 박원홍) هو لاعب كرة قدم كوري جنوبي في مركز الوسط، ولد في 7 أبريل 1984 في مدينة ألسان في كوريا الجنوبية. لعب مع أولسان هيونداي وبرسيبورا جايابورا.

## وصلات خارجية
- بارك وون-هونج على موقع دوري كوريا الجنوبية (الإنجليزية)
- بارك وون-هونج على موقع قاعدة بيانات كرة القدم.إي يو (الإنجليزية)
- بارك وون-هونج على موقع Soccerway.com (الإنجليزية)